# 다이앤 리
다이앤 리(Diane Lee, 한국명ː 이봉주, 캐나다명ː Diane Shoar 1974년 8월 18일~ )는 재캐나다교포 소설가이다. 대한민국 대구에서 태어나 2001년 캐나다 밴쿠버로 이주하여 살고 있다.
2019년 <로야>로 세계일보 세계문학상을 수상하며 소설가로 등단했다. "다이앤 리는 한국계 외국인으로서 한국어로 글을 써서 한국문단에 노크해서 한국문단에 데뷔하는 최초의 사례"이며 본 수상으로 “글로벌시대 한국문학의 외연을 확장했다는 차원에서 의미가 각별하다." <로야>는 '한 문장도 건너뛸 수 없게 만드는 치밀한 문장과 심리적 현실을 재현하는 긴장감 있는 서사가 언어예술로서의 소설을 증명해 보이는 작품'이라는 평을 받았다.
현재 밴쿠버챔버뮤직소사이어티에서 이사직을 맡고 있다.

## 주요 작품
- 2019년 《로야》ISBN 9791161570532[4]
- 2019년 《주야》ISBN 9791161570839

## 경력 및 학력
- 브리티시컬럼비아대학교 대학원 독어독문학 박사 중퇴
- 서울대학교 대학원 독어독문학 석사
- 경북대학교 독어독문학과 학사

## 수상내역
- 2019년 제15회 세계문학상[5]